# Gnidia splendens
Gnidia splendens är en tibastväxtart som beskrevs av Carl Daniel Friedrich Meisner. Gnidia splendens ingår i släktet Gnidia och familjen tibastväxter. Inga underarter finns listade i Catalogue of Life.